# Marx–Engels–Lenin-institutet

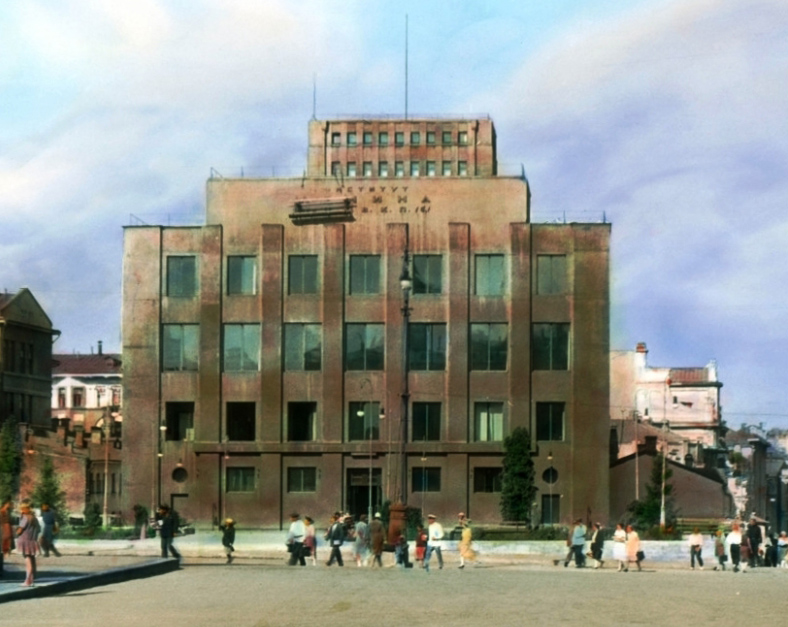
Lenininstitutets byggnad i Moskva som den såg ut 1931

Marx–Engels–Lenin-institutet, etablerat i Moskva 1919 som Marx–Engels-institutet (ryska: Институт К. Маркса и Ф. Энгельса), var ett sovjetiskt bibliotek och arkiv knutet till den Kommunistiska akademin. Institutet knöts senare till centralkommittén för det styrande Sovjetunionens kommunistiska parti och fungerade som ett forskningscentrum och förlag för officiellt publicerade verk ur den marxistiska traditionen.
Marx–Engels-institutet samlade opublicerade manuskript av Karl Marx, Friedrich Engels, Vladimir Lenin och andra ledande marxistiska teoretiker samt samlade in böcker, pamfletter och tidskrifter relaterade till de socialistiska och organiserade arbetarrörelserna. År 1930 inkluderade anläggningens innehav mer än 400 000 böcker och tidskrifter och mer än 55 000 original- och fotokopior enbart av Marx och Engels, vilket gör det till ett av de största innehaven av socialistiskt relaterat material i världen.
I februari 1931 utrensades föreståndaren för Marx–Engels-institutet David Rjazanov och andra i personalen av ideologiska skäl. I november samma år slogs Marx-Engels-institutet samman med det större och mindre akademiska Lenin-institutet (grundat 1923) för att bilda Marx-Engels-Lenin-institutet och dess chef blev Vladimir Adoratskij.
Institutet var den samordnande myndigheten för den systematiska organisationen av dokument som släpptes i flervolymsutgåvorna av Samlade verk av Marx, Engels, Lenin, Stalin och många andra officiella publikationer. Det lades officiellt ned i november 1991, och huvuddelen av dess arkivinnehav finns nu hos en efterträdande organisation, Russian State Archive of Socio-Political History (RGASPI).

## Referenser

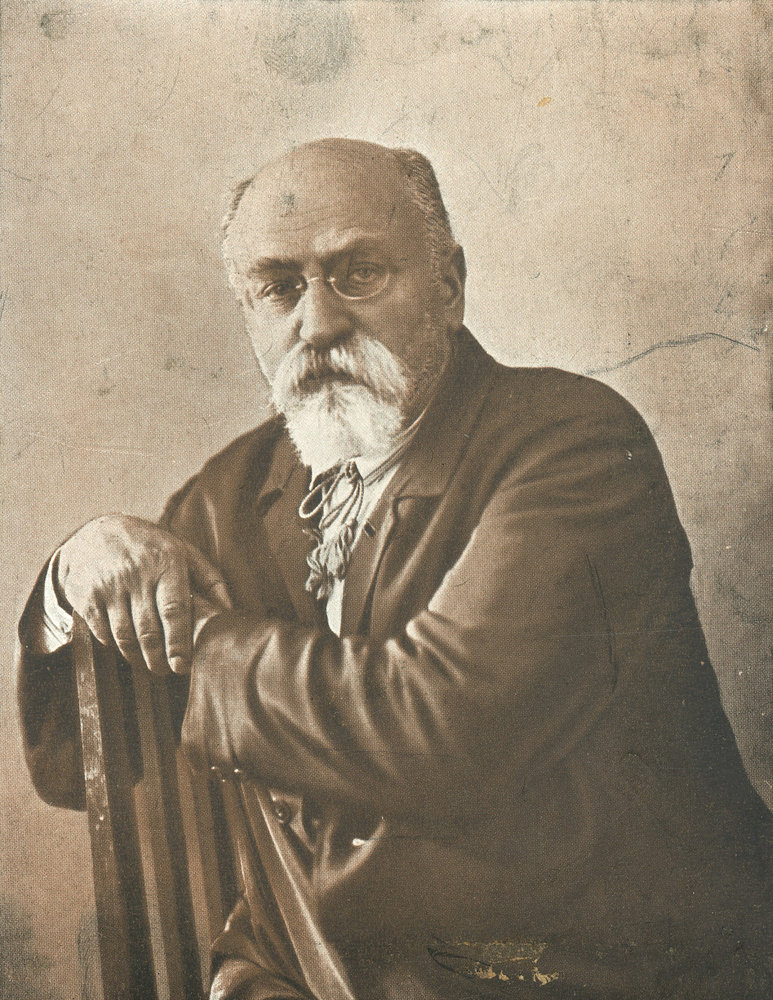
David Rjazanov (1870–1938), chef för Marx–Engels-institutet från dess bildande 1919 till hans arrestering i februari 1931